# Bahnstrecke Kortitzmühle–Meuro
| Streckennummer: | LGB 5               |                                  |                                  |
| Streckenlänge: | 14 km               |                                  |                                  |
| Spurweite: | 900 mm (Schmalspur) |                                  |                                  |
| Stromsystem: | 1200 V =            |                                  |                                  |
| Streckengeschwindigkeit: | 30 km/h             |                                  |                                  |
| |                     |                                  |                                  |
| \| \| \| \| \| \| \| 0,0 \| Bbf Kortitzmühle [Stw 9S] \| 110 m \| \| \| 0,05 \| Alte Berliner Straße \| Alte Berliner Straße \| \| \| 0,1 \| Schwarze Elster[1] \| Schwarze Elster[1] \| \| \| 0,15 \| Graben \| Graben \| \| \| 1,45 \| Bahnstrecke Kausche–Lauta \| 114 m \| \| \| 5,45 \| Landesgrenze Sachsen–Brandenburg \| Landesgrenze Sachsen–Brandenburg \| \| \| 6,0 \| Schleichgraben \| Schleichgraben \| \| \| 7,15 \| Schwarze Elster[2] \| Schwarze Elster[2] \| \| \| 8,40 \| Sornoer Elster[3] \| Sornoer Elster[3] \| \| \| 11,55 \| Tagebau Sedlitz \| 114 m \| \| \| 11,70 \| Rainitzagraben \| Rainitzagraben \| \| \| 12,75 \| B 96 \| B 96 \| \| \| 13,00 \| Bahnstrecke Großenhain–Cottbus \| Bahnstrecke Großenhain–Cottbus \| \| \| 13,50 \| Kreuzungsbauwerk Werkbahn \| Kreuzungsbauwerk Werkbahn \| \| \| 13,85 \| Bbf Tagebau Meuro [Stw 24] \| Bbf Tagebau Meuro [Stw 24] \| \| \| \| Bahnstrecke Brieske–Meuro \| \| |                     |                                  |                                  |
| Strecke (außer Betrieb) |                     |                                  |                                  |
| Dienststation / Betriebs- oder Güterbahnhof (Strecke außer Betrieb) | 0,0                 | Bbf Kortitzmühle [Stw 9S]        | 110 m                            |
| Strecke mit Straßenbrücke (Strecke außer Betrieb) | 0,05                | Alte Berliner Straße             | Alte Berliner Straße             |
| Brücke über Wasserlauf (Strecke außer Betrieb) | 0,1                 | Schwarze Elster                  | Schwarze Elster                  |
| Brücke über Wasserlauf (Strecke außer Betrieb) | 0,15                | Graben                           | Graben                           |
| Abzweig geradeaus und nach links (Strecke außer Betrieb) | 1,45                | Bahnstrecke Kausche–Lauta        | 114 m                            |
| Grenze (Strecke außer Betrieb) | 5,45                | Landesgrenze Sachsen–Brandenburg | Landesgrenze Sachsen–Brandenburg |
| Brücke über Wasserlauf (Strecke außer Betrieb) | 6,0                 | Schleichgraben                   | Schleichgraben                   |
| Brücke über Wasserlauf (Strecke außer Betrieb) | 7,15                | Schwarze Elster                  | Schwarze Elster                  |
| Brücke über Wasserlauf (Strecke außer Betrieb) | 8,40                | Sornoer Elster                   | Sornoer Elster                   |
| Abzweig geradeaus und nach rechts (Strecke außer Betrieb) | 11,55               | Tagebau Sedlitz                  | 114 m                            |
| Brücke über Wasserlauf (Strecke außer Betrieb) | 11,70               | Rainitzagraben                   | Rainitzagraben                   |
| Brücke (Strecke außer Betrieb) | 12,75               | B 96                             | B 96                             |
| Kreuzung geradeaus oben (Strecke geradeaus außer Betrieb) | 13,00               | Bahnstrecke Großenhain–Cottbus   | Bahnstrecke Großenhain–Cottbus   |
| Kreuzung geradeaus oben (Strecken außer Betrieb) | 13,50               | Kreuzungsbauwerk Werkbahn        | Kreuzungsbauwerk Werkbahn        |
| Dienststation / Betriebs- oder Güterbahnhof (Strecke außer Betrieb) | 13,85               | Bbf Tagebau Meuro [Stw 24]       | Bbf Tagebau Meuro [Stw 24]       |
| Strecke (außer Betrieb) |                     | Bahnstrecke Brieske–Meuro        | Bahnstrecke Brieske–Meuro        |

Die  Bahnstrecke Kortitzmühle–Meuro war eine schmalspurige elektrische Förderbahn der Lausitzer Grubenbahn mit 900 mm Spurweite.
Die Strecke berührte die heutigen Ortsbereiche von Laubusch, Tätzschwitz und Kleinkoschen, lief von dort am Tagebau Sedlitz vorbei bis Senftenberg bis zum ehemaligen Tagebau Meuro. In dieser Form bestand die Strecke bis 1993, von 1994 an wurde sie komplett abgebaut. Im Rahmen der Rekultivierung wurde ein kleiner Abschnitt bei Kleinkoschen unter Mitnutzung der Brücke über die Schwarze Elster als Radweg umgebaut.

## Geschichte

### Entstehung

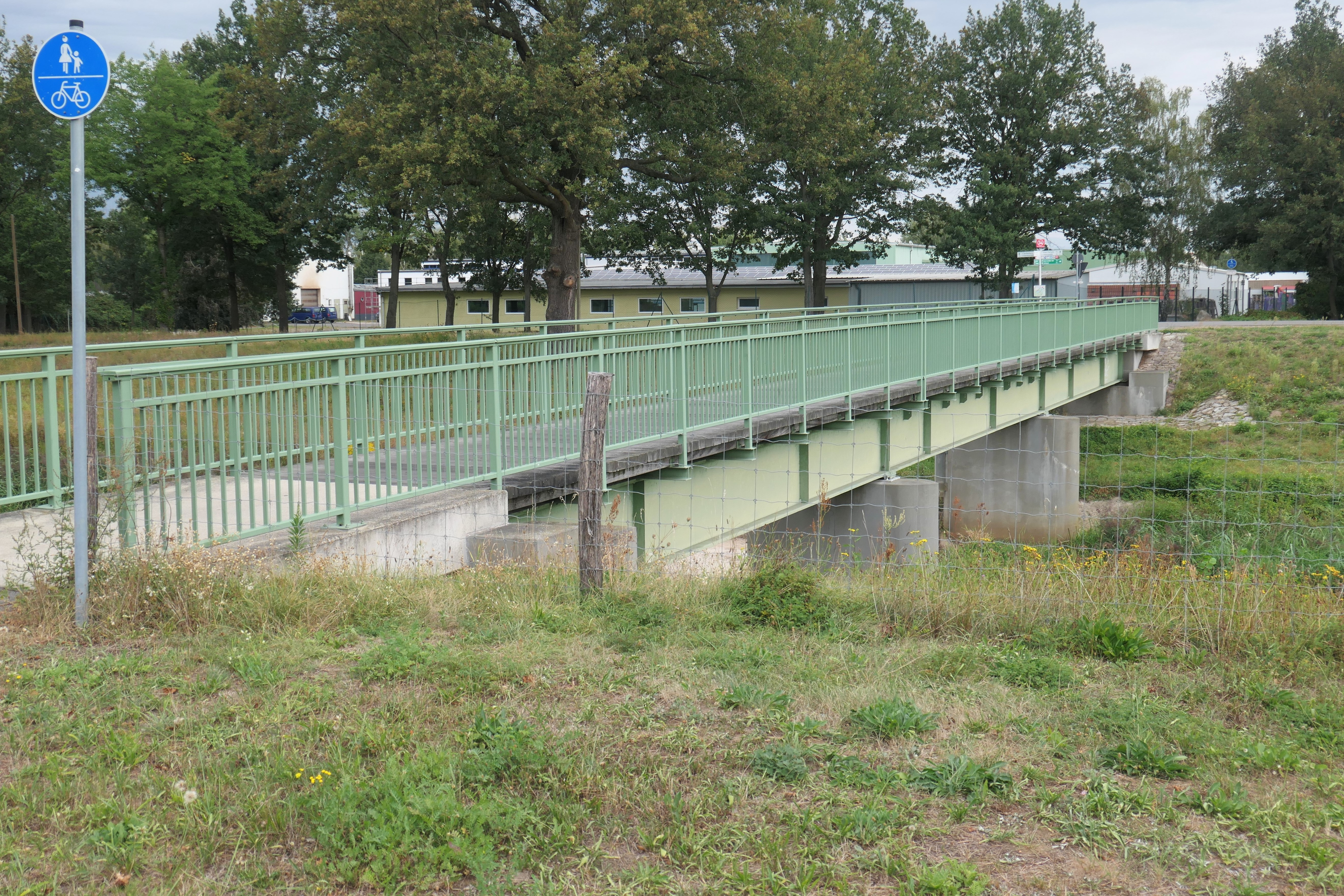
Zum Radweg umfunktionierte Brücke über die Schwarze Elster bei Kleinkoschen (2024)

Ihren Anfang hatte diese Zweiglinie der Lausitzer Grubenbahn im Jahr 1942, als vom damaligen Betriebsbahnhof Kortitzmühle nördlich von Laubusch an einer Querverbindung zur Grube Marga vom Tagebau Niemtsch gearbeitet wurde, die 1944 in Betrieb ging. Die Strecke überquerte am sogenannten Brandenburger Tor nördlich von Laubusch die eingedeichte Schwarze Elster über eine damals vierspurige Brücke und führte unmittelbar danach rechts von der Bahnstrecke Kausche–Lauta abgehend Richtung zum heutigen Senftenberger See. Die Bahnführung verlief südlich der Schwarzen Elster und nördlich der Ortschaft Tätzschwitz. Ungefähr bei der Ortschaft Großkoschen blieb die Trasse auf derselben Seite der damals noch unverlegten Schwarzen Elster und ging zum damaligen Tagebau Niemtsch, der seine Lage im heutigen Senftenberger See hatte.

### Erweiterung nach dem Zweiten Weltkrieg

Darstellung der Bahnlinie (violette Färbung) im letzten Betriebszustand auf der Karte der Bahnstrecke Knappenrode–Sornoer Buden

Nach dem Zweiten Weltkrieg waren große Veränderungen in der Braunkohleförderung und der Grubenbahnlinie erforderlich. Der Tagebau Niemtsch rückte weiter nach Norden und machte eine Umverlegung der Schwarzen Elster, der Sornoer Elster, der Bahnstrecke Lübbenau–Kamenz und der Grubenbahnstrecke Kortitzmühle–Senftenberg erforderlich. Sornoer und Schwarze Elster wurden gemeinsam nördlich um den heutigen Senftenberger See herumgeführt, die Bahnstrecke Lübbenau–Kamenz wurde mit der Verbindungskurve an Peickwitz vorbei nach Senftenberg geführt. Die Grubenbahnstrecke wurde bei Kleinkoschen in einem Bogen wieder nördlich geführt und überquerte die Schwarze Elster auf einer einspurigen Brücke erneut, ungefähr 1,5 km danach erfolgte die Überbrückung der Sornoer Elster. Die neutrassierte Strecke erreichte danach den Anschluss zum ehemaligen Tagebau Sedlitz, überquerte die B 96 und unmittelbar danach die Bahnstrecke Großenhain–Cottbus. Nach einem weiteren Kilometer war der Endpunkt der Bahn, der ehemalige Tagebau Meuro erreicht.
Die Oberleitungsspannung wurde während der Zeit der DDR auf 1200 V Gleichspannung angehoben, die Züge mit Lokomotiven der Bauart LEW EL 3 bespannt. Diese beförderten Kipper-Kohlewagen der Gothaer Waggonfabrik mit einem Fassungsvermögen von 56 Kubikmetern. Um den Tagebau Meuro wurden weitere normalspurige Grubenbahnen Richtung Welzow, Lübbenau und Vetschau gebaut. Da die östlichen Anlieger auch Schmalspuranschlüsse besaßen, wurde die Strecke dorthin weiterbetrieben. Ein Anschluss zu den Schmalspurstrecken um den Tagebau Klettwitz war nicht vorhanden.

### Gegenwart
Da um die 1990er Jahre die Brikettfabriken geschlossen wurden, folgte auch die schmalspurige Grubenbahn. Erste Rückbaumaßnahmen starteten in den 1990er-Jahren. Im Jahr 2004 waren die Grubenbahnbrücken in Kleinkoschen über die Sornoer Elster und die Schwarze Elster noch vorhanden. Während erste inzwischen zu einem unbekannten Zeitpunkt abgerissen wurde, dient zweitere dem Fahrradtourismus mit dem Fahrradweg zwischen dem Senftenberger und Geierswalder zum Neuwieser See.